# Сельское поселение Челно-Вершины
Сельское поселение Челно-Вершины — муниципальное образование в Челно-Вершинском районе Самарской области.
Административный центр — село Челно-Вершины.

## История
Существует легенда, что в посёлке Майском, недалеко от посёлка Заготскот, жил богатый человек, который занимался коневодством. Однажды он взял сироту мальчишку восьми лет, чтобы тот пас лошадей. Мальчишку звали Заит. Когда Заиту исполнилось 18 лет он решил создать семью, и его хозяин не был против. Отпустил Заита и хорошо ему помог, отдав табун лошадей. После чего Заит обосновался на берегу реки Челнинка, где и находится на сегодняшний день село Заиткино. Эта легенда передавалась из поколения в поколение и дошла до наших времён.

## Административное устройство
В состав сельского поселения Челно-Вершины входят:
| № | Населённый пункт | Тип          | Население |
| - | ---------------- | ------------ | --------- |
| 1 | 1099 км          | ж.д. казарма | 15        |
| 2 | Заиткино         | село         | 655       |
| 3 | Челно-Вершины    | село         | 5519      |
| 4 | Трехозёрный      | посёлок      | 48        |
| 5 | Солдатские Челны | деревня      | 75        |